# 蛟斎北岑
蛟斎 北岑（こうさい ほくしん、文政7年4月18日〈1824年5月16日〉 - 明治9年〈1876年〉5月9日）とは、江戸時代後期から明治時代初めにかけての浮世絵師、彫金師。金工界において名工として知られた。

## 来歴
葛飾北斎の門人。姓は府川、名は初め重三郎、後に重次郎。巨外史、九々蜃、竜斎、北岑、北嶺と号す。江戸深川六軒堀中橋に生まれる。十返舎一九の門人五返舎半九の三男。子供の頃より絵を好み、徒童と号し髪結床の入口の障子に「魯智深の図」を描いた。これがきっかけとなり父の友人で北斎門人の抱亭北鵞が仲介し、天保6年（1835年）12歳のとき北斎の門人になったという。入門当初は北嶺と名乗った。北斎の娘葛飾応為が北岑にあてた北斎の死亡通知書が残っているが、その宛名は「北嶺様」となっている。作は肉筆画が知られる。
北斎の没後、嘉永5年（1852年）29歳の時に金工家の東益常の門に入る。以前より益常から刀剣装具の下絵を依頼されていたことによるという。翌年2月より常行と称し、目貫を作成して好評を得る。安政元年（1854年）からは常行の名を益常の遺子銀次郎に譲り、自らは一則（かずのり）と名乗った。柳蛙子、蛟竜斎、蛟一則と号し刀の鐔や小柄、目貫を作る。文久3年（1863年）には幕府の命により銅銭文久永宝の母銭を造り、以後も度々銅銭の原型を手がけた。深川にて没す、享年53。法名は一誉西岸則生信士、墓所は芝増上寺雲晴院。

## 作品
- 「遠藤武者図」　紙本着色　日本浮世絵博物館所蔵　※「可津しか北岑筆」の落款、印文不明の白文方印あり
- 「岩上鷲図」　絹本着色　日本浮世絵博物館所蔵　※「蛟斎北岑筆」の落款、「九々蜃」の白文方印あり
- 「魚介図」　絹本着色　ボストン美術館所蔵　※「蛟斎」の落款、印文不明の朱文方印あり
- 「双鶏図」　紙本着色　ボストン美術館所蔵　※「蛟斎北岑筆」の落款、印文不明の白文方印あり
- 「笠を被る男」　同上　※「北岑筆」の落款と「重長」の朱文楕円印、「うへ見れは　及はぬ事の　多かりき　笠着て暮らせ　おのか心に　五返舎書」の画賛あり
- 「三味線に白蛇」　紙本着色、額装　ボストン美術館所蔵　※「嘉永四辛亥とし水無月吉辰ノ夜北僊子真夢なるを　北岑筆」の落款、印文不明の朱文長方印あり
- 「角兵衛獅子図」　紙本着色、対福　ボストン美術館所蔵　※「亥皐月二日悪魔退散悉皆消滅　北岑筆」と「卍窓尊公子之図写　十三才徒童筆」の落款、「九々蜃」の白文方印あり